# Mordellistena delicatula
Mordellistena delicatula is een keversoort uit de familie spartelkevers (Mordellidae). De wetenschappelijke naam van de soort is voor het eerst geldig gepubliceerd in 1906 door Dury.